# Thomas Pogge

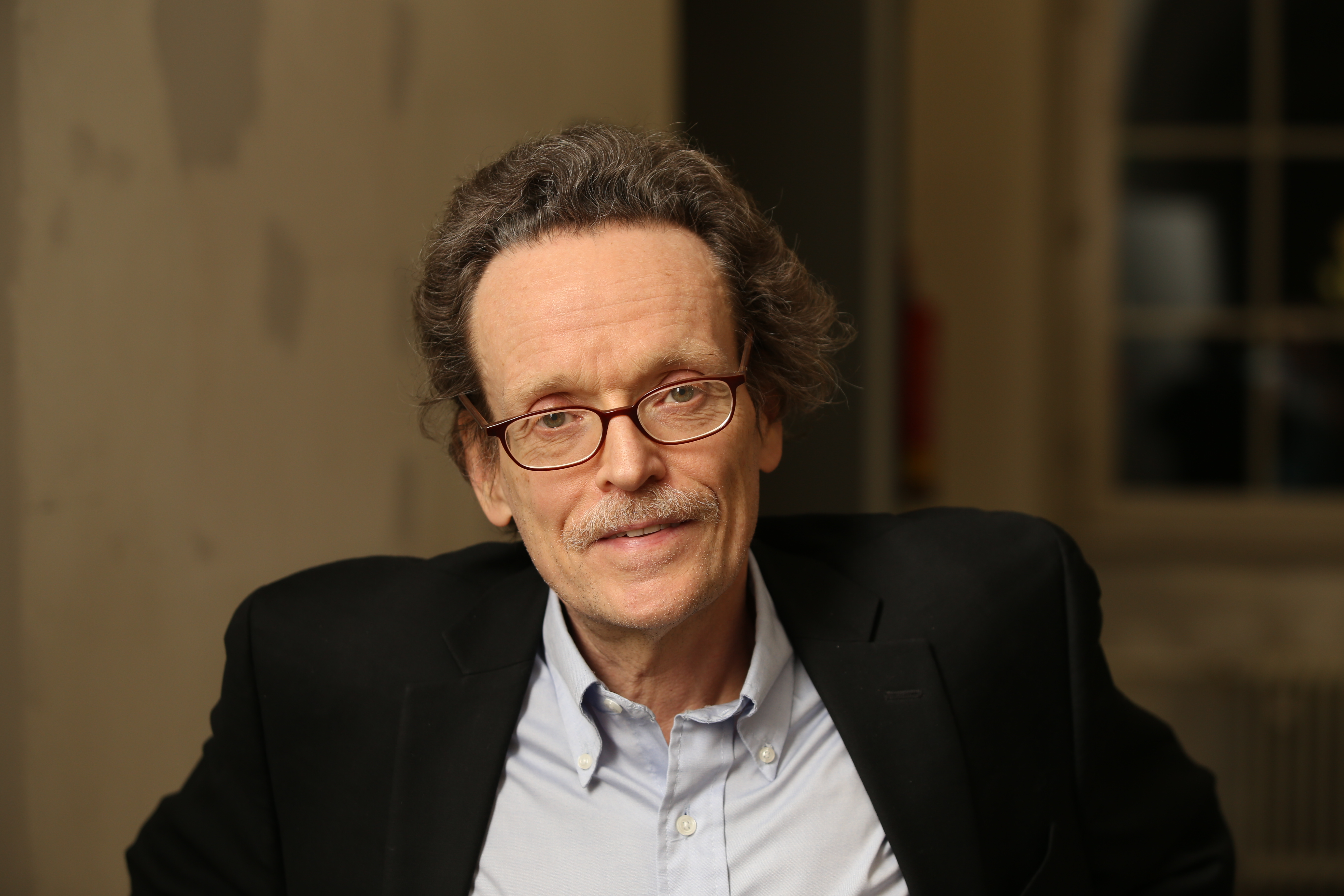
Thomas Pogge (2014)

Thomas Winfried Menko Pogge (* 13. August 1953) ist ein deutscher Philosoph. Er ist Professor für Philosophie, insbesondere für politische Philosophie und Ethik.

## Leben
Pogge studierte in Hamburg Soziologie und erwarb 1977 sein Diplom mit einer Arbeit über Peirce und Habermas. 1983 wurde er an der Harvard University bei John Rawls mit einer Arbeit über Kant, Rawls und Globale Gerechtigkeit promoviert. Danach war er von 1983 bis 2006 als Assistant/Associate Professor für Philosophie an der Columbia University in New York tätig. 2006 wechselte er in die Abteilung für Politische Wissenschaften an der Columbia University. 2008 folgte er einem Ruf für Philosophie und internationale Angelegenheiten (Philosophy and International Affairs) an der Yale University.
Pogge ist seit 2004 Professorial Fellow am Centre for Applied Philosophy and Public Ethics der Australian National University in Canberra sowie seit 2007 Research Director am Centre for the Study of Mind in Nature der Universität Oslo. Er ist auswärtiges Mitglied der Norwegischen Akademie der Wissenschaften.

## Philosophie

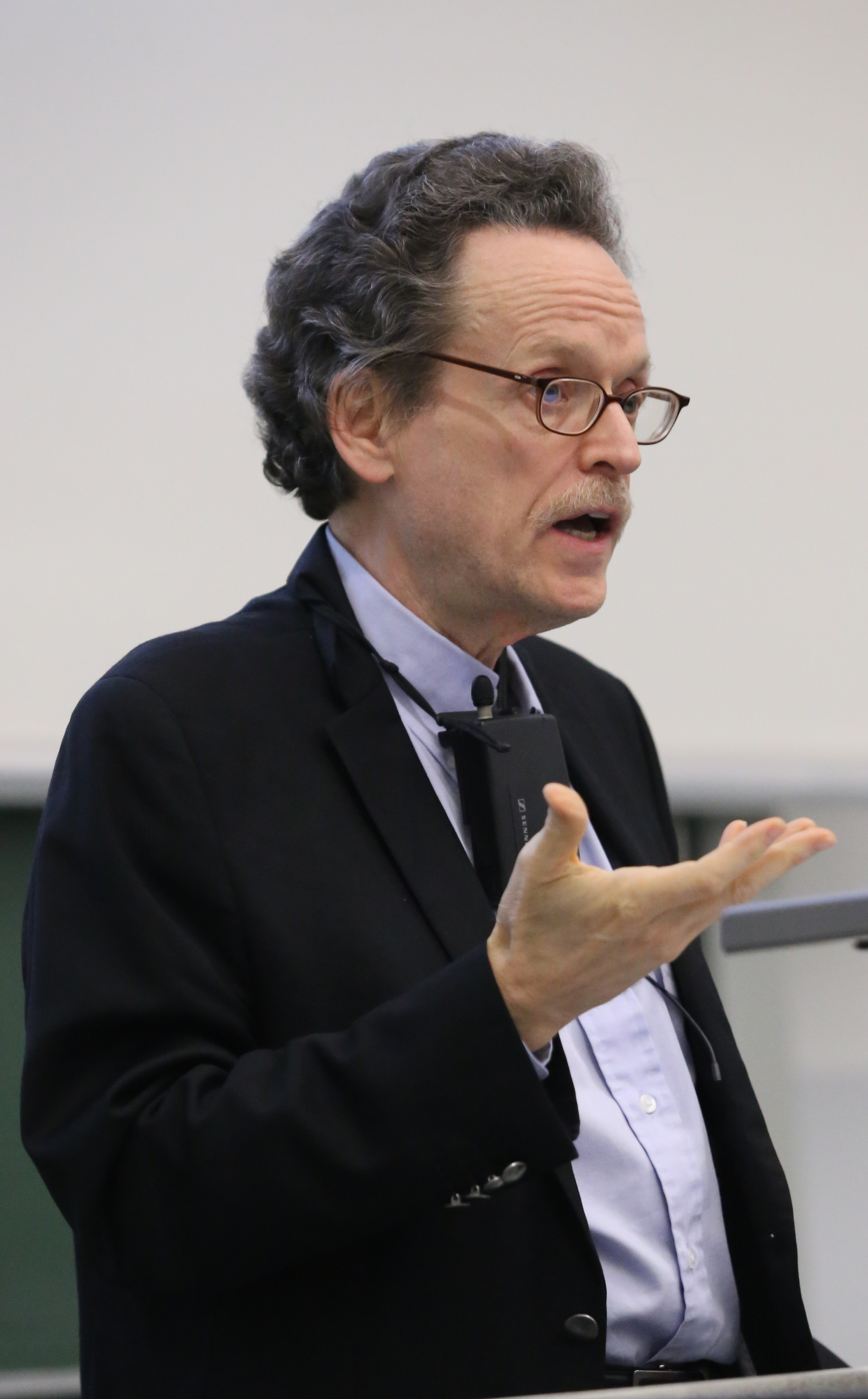
Thomas Pogge spricht in München über Academics Stand Against Poverty (2014)

Pogges Arbeitsschwerpunkte liegen im Bereich der Ethik und der politischen Philosophie. Er hat zahlreiche Arbeiten zu Kant, Rawls und Fragen der globalen Gerechtigkeit veröffentlicht. Sein Buch „World Poverty and Human Rights“ (dt. „Weltarmut und Menschenrechte“) gehört zu den einflussreichsten und meistdiskutierten Büchern zur globalen Gerechtigkeit. Zentral für Pogges Auffassung von globaler Gerechtigkeit ist sein Verständnis der Menschenrechte als negative Pflichten. Ebendieses Verständnis wird in „Weltarmut und Menschenrechte“ umfassend erläutert und begründet.
Charakteristisch für Pogges Arbeit ist die Verklammerung von philosophischer Analyse und Argumentation einerseits und praktischen Reformvorschlägen, die zu mehr Gerechtigkeit führen sollen, andererseits. Einer seiner wichtigsten Reformvorschläge in diesem Sinne ist der Health Impact Fund (HIF), den er gemeinsam mit Aidan Hollis entwickelt hat. Ziel der HIF-Initiative ist die Etablierung eines neuartigen Anreizsystems zur Erforschung und Entwicklung von Medikamenten, das weltweit zu einer besseren und gerechteren Versorgung mit lebenswichtigen Medikamenten führen soll.
Zur Bekämpfung der globalen Armut schlägt Pogge u. a. das System einer globalen Rohstoffdividende vor.

## Werke
- Realizing Rawls, Cornell University Press, Ithaca 1989
- John Rawls, Beck, München 1994, ISBN 978-3-406-34637-8
- Menschenrechte als moralische Ansprüche an globale Institutionen, in: S. Gosepath/G. Lohmann (Hrsg.): Philosophie der Menschenrechte, Suhrkamp, Frankfurt 1998, S. 378–400, ISBN 978-3-518-28938-9
- Global justice, Blackwell, Malden/Massachusetts 2001
- Internationale Gerechtigkeit: Ein universalistischer Ansatz, in: Karl Graf Ballestrem (Hg.), Internationale Gerechtigkeit, Leske & Budrich, Opladen 2001, 31-54, ISBN 978-3-8100-3039-9
- World poverty and human rights : cosmopolitan responsibilities and reforms, Polity, Malden/Massachusetts 2002 (dt. Übersetzung v. Anna Wehofsits: Weltarmut und Menschenrechte. Kosmopolitische Verantwortung und Reformen, De Gruyter, Berlin/New York 2011, ISBN 978-3-11-017825-8)
- (mit Christian Barry) Global Institutions and Responsibilities: Achieving Global Justice, Blackwell, Malden/Massachusetts 2006
- (Herausgeber) Freedom from Poverty as a Human Right: Who owes what to the very poor? New York, Oxford UP, 2007
- (Herausgeber mit Darrel Moellendorf) Global Justice: Seminal Essays: Global Responsibilities, Paragon House 2008
- (Herausgeber mit Keith Horton) Global Ethics: Seminal Essays: II, Paragon House 2008
- Gerechtigkeit in der Einen Welt (= Kultur in der Diskussion, Band 15), Klartext Verlag, Essen 2009, ISBN 978-3-8375-0153-7
- The Health Impact Fund: Making New Medicines Accessible for All, zusammen mit Aidan Hollis, Incentives for Global Health, 2008, http://www.healthimpactfund.org
- Politics as Usual: What Lies behind the Pro-Poor Rhetoric, Cambridge: Polity Press 2010